# 平塚インターチェンジ (新湘南バイパス)
平塚インターチェンジ（ひらつかインターチェンジ）は、神奈川県平塚市に設置する予定のインターチェンジである。なお、茅ヶ崎海岸IC方面への入口と、茅ヶ崎海岸IC方面からの出口のみが設置されるハーフインターチェンジになる予定である。

## 歴史
- 1988年(昭和63年)9月27日:都市計画決定[1]
- 未定:茅ヶ崎海岸IC～大磯IC（仮称）開通により、供用開始

## 周辺
- 神奈川県立高浜高等学校
- 平塚学園高等学校

## 接続する道路
- 国道134号線

## 隣
E84新湘南バイパス
（3）茅ヶ崎海岸IC - 平塚IC（仮称） - 平塚TB（仮称） - 大磯IC（仮称）